# Operador de CCU
Un operador de CCU, control de cámaras o simplemente CCU es el profesional encargado de trabajar con la unidad de control de cámaras (en inglés Camera Control Unit). 
El operador de CCU trabaja de manera remota sobre la señal de vídeo de la cámara, operando la unidad desde un panel específico denominado OCP (Operational Control Panel ), RCP (Remote Control Panel), dependiendo del  fabricante de los equipos, o MCP  (Master Control Panel). 
El operador se ocupa de manejar parámetros técnicos como el diafragma, ajustes de crominancia (balance de color) o velocidad de obturación, con el propósito de asegurar la paridad en la cadena de cámaras en una producción multicámara, permitiendo que el camarógrafo centre su atención en los aspectos artísticos como el encuadre o la  composición. 
Un solo control de cámara puede llegar a manejar más de diez remotos de CCU. Sin embargo, en producciones con un número muy elevado de cámaras, como grandes acontecimientos deportivos o musicales,  es habitual que trabajen varios operadores.

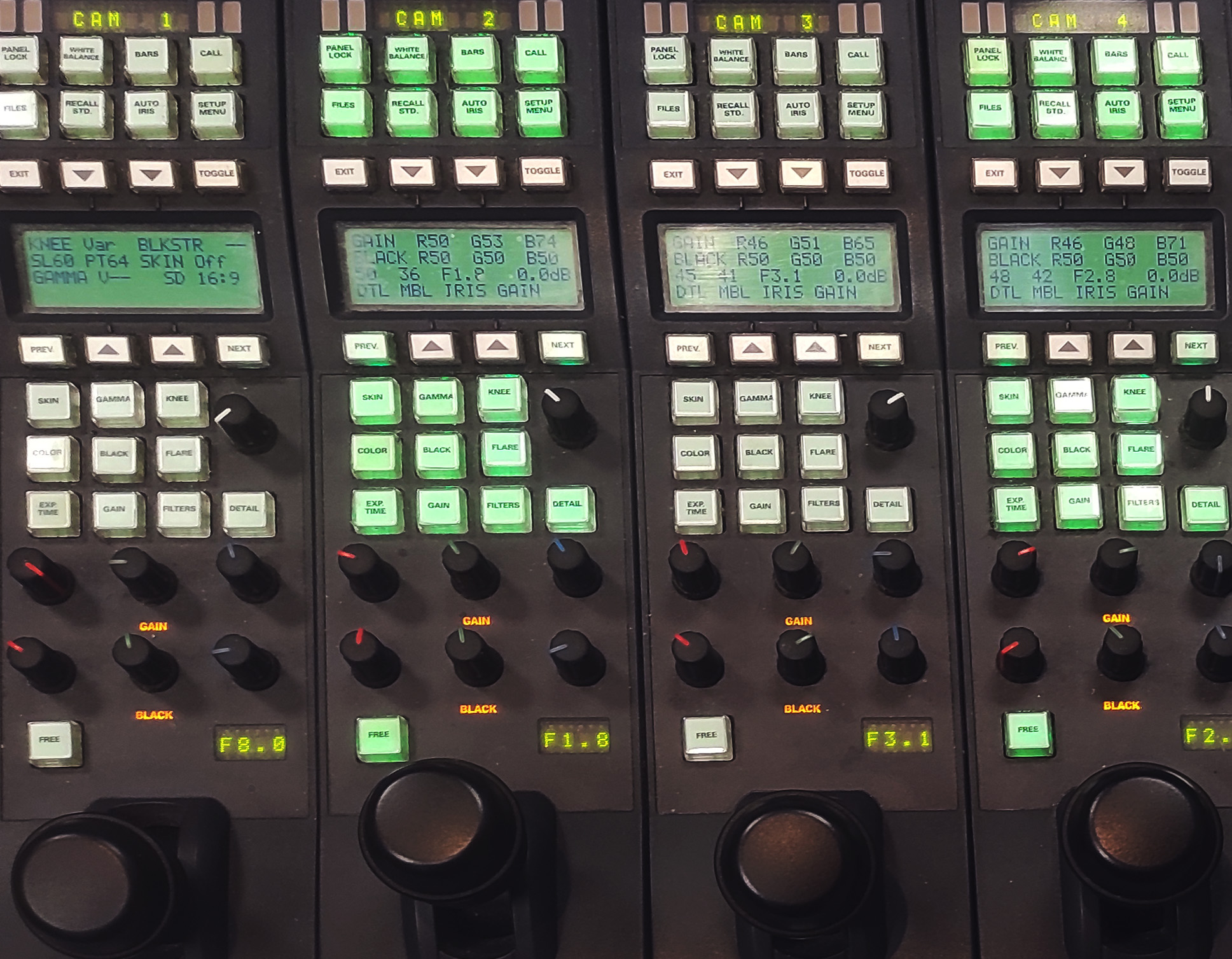
Panel operativo remoto de CCU, OCP-400 de Grass Valley

## Operaciones básicas de ajuste
1. En los momentos previos a la grabación de la producción o a la emisión en directo, el operador de CCU realiza una serie de operaciones básicas de ajuste de los circuitos de las cámaras con el fin de asegurar la óptima calidad de la imagen y que la respuesta de todas ellas sea homogénea y de calidad broadcast:
- Balance de blancos (temperatura de color) y balance de negros, para establecer el color y la tonalidad, que han de  reproducir la imagen original con fidelidad.
- Ajuste de detalle (nitidez)
- Ajuste del nivel de negros (contraste)
- Ajuste del diafragma (brillo)

2. El desarrollo de una producción puede exigir la intervención constante del CCU, que debe actuar sobre la circuitería de las cámaras corrigiendo los diferentes parámetros que cada situación requiera:
- Nivel de diafragma
- Nivel de negros
- Gamma
- White clip
- Flare
- Knee
- Control de ganancia (3dB, 6dB, 9dB, 12dB o -3dB, -6dB...)
- Detalle, etc.

El objetivo final es lograr que las características de la imagen de todas las cámaras de la cadena sea similar, en conformidad con el director de fotografía o el iluminador, evitando que se produzcan saltos visuales al cambiar de una cámara a otra, garantizando así la continuidad y el ya citado ajuste a la norma de calidad.

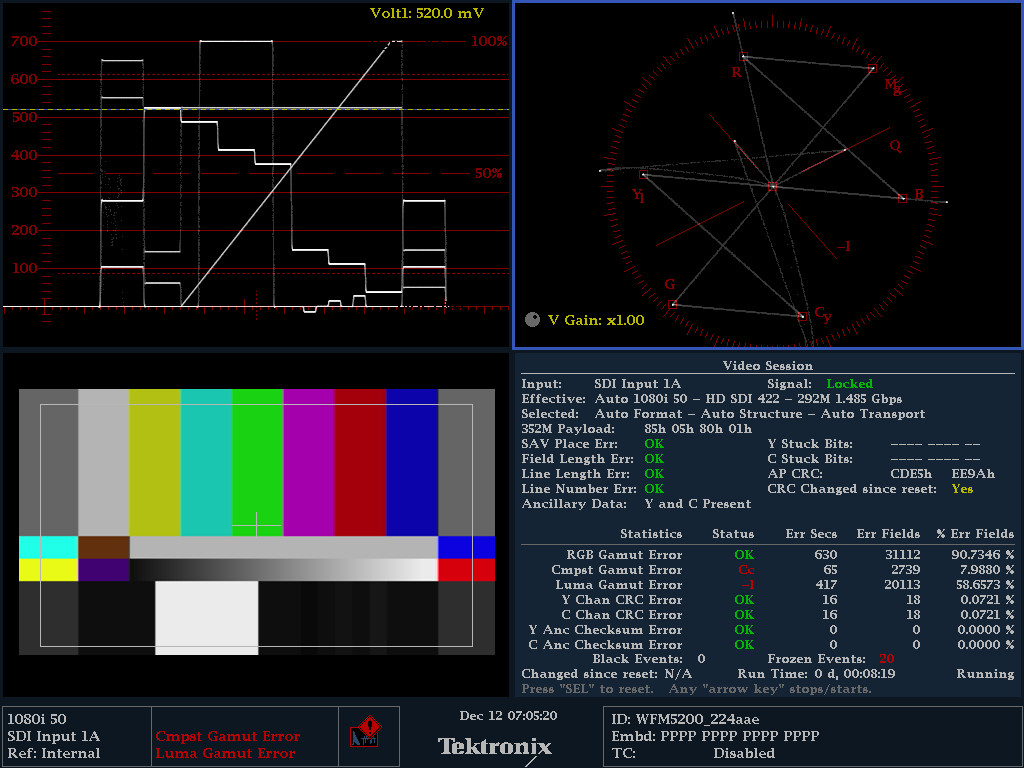
Imágenes combinadas de monitor forma de onda y vectorscopio, con señal de Barras de Color SMPTE

## Sala de control de imagen
Normalmente el operador de CCU trabaja en el control de realización, aunque también es habitual que lo haga en una sala contigua que comparte con el director de fotografía y el operador de la mesa de iluminación, denominada sala de control de imagen. Esta sala puede estar comunicada visualmente por medio de una cristalera con la de realización.
A las tareas habituales del CCU en la sala de control de imagen, también pueden sumarse el manejo de cámaras robotizadas situadas en puntos fijos, y el de los sistemas de robotización para el posicionamiento de cámaras con pedestales y cabezas que pueden desplazarse por el plató de forma automatizada, permitiendo todo tipo de movimientos de cámara, así como el control de los parámetros de encuadre y angulación (pan, tilt, zoom y foco).

## Monitorización de la señal de vídeo
Para ver y medir la señal de video, en particular la luminancia y la crominancia se utilizan el monitor forma de onda y el vectorscopio.
Aparte de la monitorización de la señal electrónica, el CCU también debe comprobar el resultado de su actividad por medio de monitores de visionado. Para tal fin, las salas de control de imagen disponen de una serie de monitores de grado 2 para cada una de las cámaras de la cadena y otras señales accesorias; y de uno o más monitores de grado 1 para controlar las imágenes con mayor precisión.  
Esta medida es importante ya que es necesario respetar unos valores máximos y mínimos de señal establecidos por normativas internacionales.